# Location (KM & Cho)
Location is een lied van de Nederlandse rappers KM en Cho. Het werd in 2022 als single uitgebracht.

## Achtergrond
Location is geschreven door Giovanni Rustenberg en Kaene Marica en geproduceerd door Shafique Roman en Spanker. Het is een liefdeslied dat past in de genres nederhop en trap. In het lied vragen de artiesten aan een meisje wat haar locatie is, aangezien ze graag met haar willen zijn. Er wordt genoemd wat de liedverteller allemaal voor haar overheeft en waarom ze voor hem moet kiezen. 
Cho en KM werkten op Location voor de eerste keer met elkaar samen en anno 2023 de enige keer. Het is voor Cho de tweede keer dat hij een nummer met de titel Location uitbrengt. De eerste Location was in samenwerking met Jonna Fraser in 2016. 

## Hitnoteringen
De artiesten hadden bescheiden succes met het lied in Nederland. Het stond de 76e plaats van de Single Top 100 in de enige week dat het in deze hitlijst te vinden was. De Top 40 en haar Tipparade werden niet bereikt.